# Лигуори, Франческо
Франческо Лигуори (итал. Francesco Liguori; род. 12 июня 1946, Неаполь) — итальянский футболист, игравший на позиции полузащитника.

## Клубная карьера
Воспитанник футбольной школы клуба «Тернана». Взрослую футбольную карьеру начал в 1965 году в основной команде того же клуба, в которой провёл пять сезонов, приняв участие в 130 матчах чемпионата. Большую часть времени, проведённого в составе «Тернаны», был основным игроком команды.
Своей игрой за эту команду привлёк внимание представителей тренерского штаба клуба «Болонья», в состав которого присоединился в 1970 году. Сыграл за болонскую команду следующие три сезона своей игровой карьеры.
В 1973 году заключил контракт с клубом «Фоджа», в составе которого провёл следующий год своей карьеры. Играя в составе «Фоджи» также в основном выходил на поле в основном составе команды.
В 1974 году один сезон защищал цвета клуба «Болонья».
Завершил профессиональную игровую карьеру в клубе «Бриндизи», за команду которого выступал на протяжении 1974—1976 годов.

## Карьера тренера
Начал тренерскую карьеру, вернувшись к футболу после небольшого перерыва, в 1982 году, возглавив тренерский штаб клуба «Болонья».
В 1989 году стал главным тренером команды «Палермо», тренировал клуб из столицы Сицилии два года.
В течение тренерской карьеры также возглавлял клубы: «Беневенто», «Самбенедеттезе», «Кавезе», «Козенца», «Казертана», «Торрес» и «Монополи», «Тернана» «Кавезе».